# 下村延寿宫
下村延寿宫，是位于中国福建省宁德市柘荣县城郊乡下村村的一个清代古建筑，2007年7月入选第七批柘荣县文物保护单位。
下村延寿宫是供奉马仙的宫庙之一，始建于清朝康熙二十八年（1689年），嘉庆二十年（1815年）重建，近代有重新修缮。宫中保留有道光二年（1822年）、咸丰四年（1854年）的楹联各一对，亦留存有同治十二年（1873年）的一对石香炉。